# Huequi
Huequi är en vulkan i Chile. Den ligger i regionen Región de Los Lagos, i den södra delen av landet. Toppen på Huequi är 1 318 meter över havet. Huequi ingår i Cerros de Coamu.
Huequi är den högsta punkten på en halvö.
I omgivningarna runt Huequi växer i huvudsak öppna skogar.